# Skeleton nos Jogos Olímpicos de Inverno de 2006 - Feminino
A competição feminina de skeleton nos Jogos Olímpicos de Inverno de 2006 foi disputado no dia 16 de fevereiro.

## Medalhistas
| Ouro   | SUI Maya Pedersen-Bieri            |
| Prata  | GBR Shelley Rudman                 |
| Bronze | CAN Mellisa Hollingsworth-Richards |

## Resultados
| Pos. | Nome                               | 1ª Corrida | 2ª corrida | Total   | Dif.  |
| ---- | ---------------------------------- | ---------- | ---------- | ------- | ----- |
|      | SUI Maya Pedersen-Bieri            | 0:59.64    | 1:00.19    | 1:59.83 | —     |
|      | GBR Shelley Rudman                 | 1:00.57    | 1:00.49    | 2:01.06 | +1.23 |
|      | CAN Mellisa Hollingsworth-Richards | 1:00.39    | 1:01.02    | 2:01.41 | +1.58 |
| 4    | GER Diana Sartor                   | 1:00.29    | 1:01.40    | 2:01.69 | +1.86 |
| 5    | ITA Costanza Zanoletti             | 1:00.99    | 1:01.18    | 2:02.17 | +2.34 |
| 6    | USA Katie Uhlaender                | 1:00.87    | 1:01.43    | 2:02.30 | +2.47 |
| 7    | SUI Tanja Morel                    | 1:00.85    | 1:01.65    | 2:02.50 | +2.67 |
| 8    | GER Anja Huber                     | 1:01.12    | 1:01.44    | 2:02.56 | +2.73 |
| 9    | NOR Desiree Bjerke                 | 1:00.92    | 1:01.70    | 2:02.62 | +2.79 |
| 10   | CAN Lindsay Alcock                 | 1:01.26    | 1:01.59    | 2:02.85 | +3.02 |
| 11   | RUS Svetlana Trunova               | 1:01.23    | 1:01.83    | 2:03.06 | +3.23 |
| 12   | NZL Louise Corcoran                | 1:01.06    | 1:02.03    | 2:03.09 | +3.26 |
| 13   | AUS Michelle Steele                | 1:01.26    | 1:02.21    | 2:03.47 | +3.64 |
| 14   | JPN Eiko Nakayama                  | 1:01.82    | 1:02.10    | 2:03.92 | +4.09 |
| 15   | POL Monika Wolowiec                | 1:02.31    | 1:02.99    | 2:05.30 | +5.47 |

Legenda
| Recorde mundial      | Recorde mundial (World record)               |                       | Recorde africano                      | Recorde africano (African) |                                           | Q | Classificado por posição (Qualified) |
| Recorde olímpico     | Recorde olímpico (Olympic record)            | Recorde da América    | Recorde da América (Americas)         | q                          | Classificado por melhor tempo (Qualified) |   |                                      |
| Melhor marca do ano  | Melhor marca do ano (World leading)          | Recorde asiático      | Recorde asiático (Asian)              | DNS                        | Não largou (Did not start)                |   |                                      |
| Recorde nacional     | Recorde nacional (National record)           | Recorde europeu       | Recorde europeu (European)            | DNF                        | Não terminou (Did not finish)             |   |                                      |
| Recorde pessoal      | Recorde pessoal do atleta (Personal best)    | Recorde da Oceania    | Recorde da Oceania (Oceania)          | DSQ / DQ                   | Desclassificado (Disqualified)            |   |                                      |
| Recorde da temporada | Recorde da temporada do atleta (Season best) | Recorde sul-americano | Recorde sul-americano (South America) | NM                         | Sem marca (No mark)                       |   |                                      |